# Ormosia ferruginea
Ormosia ferruginea là một loài thực vật có hoa trong họ Đậu. Loài này được R.H.Chang miêu tả khoa học đầu tiên.